# Radio Flyer (soundtrack)
Radio Flyer (Original Score) is de originele soundtrack, gecomponeerd door Hans Zimmer voor de film Radio Flyer uit 1992 van Richard Donner. Het album werd uitgebracht op 31 maart 1992 door Big Screen Records.
De partituur werd georkestreerd en gedirigeerd door Shirley Walker, met aanvullende orkestratie door Bruce Fowler. De muziek werd gemixt en ontwikkeld door Jay Rifkin. De soundtrack werd bewerkt door Jeff Rona en gemasterd door Joe Gastwirt bij Ocean Way Digital Mastering, Los Angeles.

## Tracklijst
Alle muziek is geschreven door Hans Zimmer, tenzij anders vermeld.
| Nr. | Titel                                                                                                | Geschreven                       | Duur  |
| --- | --- | -------------------------------- | ----- |
| 1.  | Radio Flyer Part I a. Building The Flyer b. On The Road To Geronimo c. Lost Secrets And Fascinations |                                  | 9:58  |
| 2.  | Radio Flyer Part II a. Expeditioning b. Mix The Potion c. Four Discoveries                           |                                  | 7:00  |
| 3.  | Radio Flyer Part III a. Sampson And Shame b. Fisher's Legend c. The Big Idea                         |                                  | 13:37 |
| 4.  | The Name Game – Shirley Ellis                                                                        | Lincoln Chase & Shirley Elliston | 3:00  |

## Solisten
- Richard Harvey – panfluit
- Nick Glennie-Smith – (solo)piano
- Jim Kanter – klarinet
- Tommy Morgan – mondharmonica